# فرزند ربوده‌شده
فرزند ربوده‌شده (انگلیسی: Kidnapped) با عنوان دیگر ربوده‌شده، رمانی از رابرت لویی استیونسن است. این اثر رمانی تاریخی با محتوای ماجراجویی است و نخستین مرتبه در مجلهٔ یانگ فولکس و از ماه مه تا ژوئیه ۱۸۸۶ به صورت پاورقی چاپ گردید.